# Ramillies (Nord)
Pour les articles homonymes, voir Ramillies.
Ramillies est une commune française située dans le département du Nord (59), en région Hauts-de-France.

## Géographie

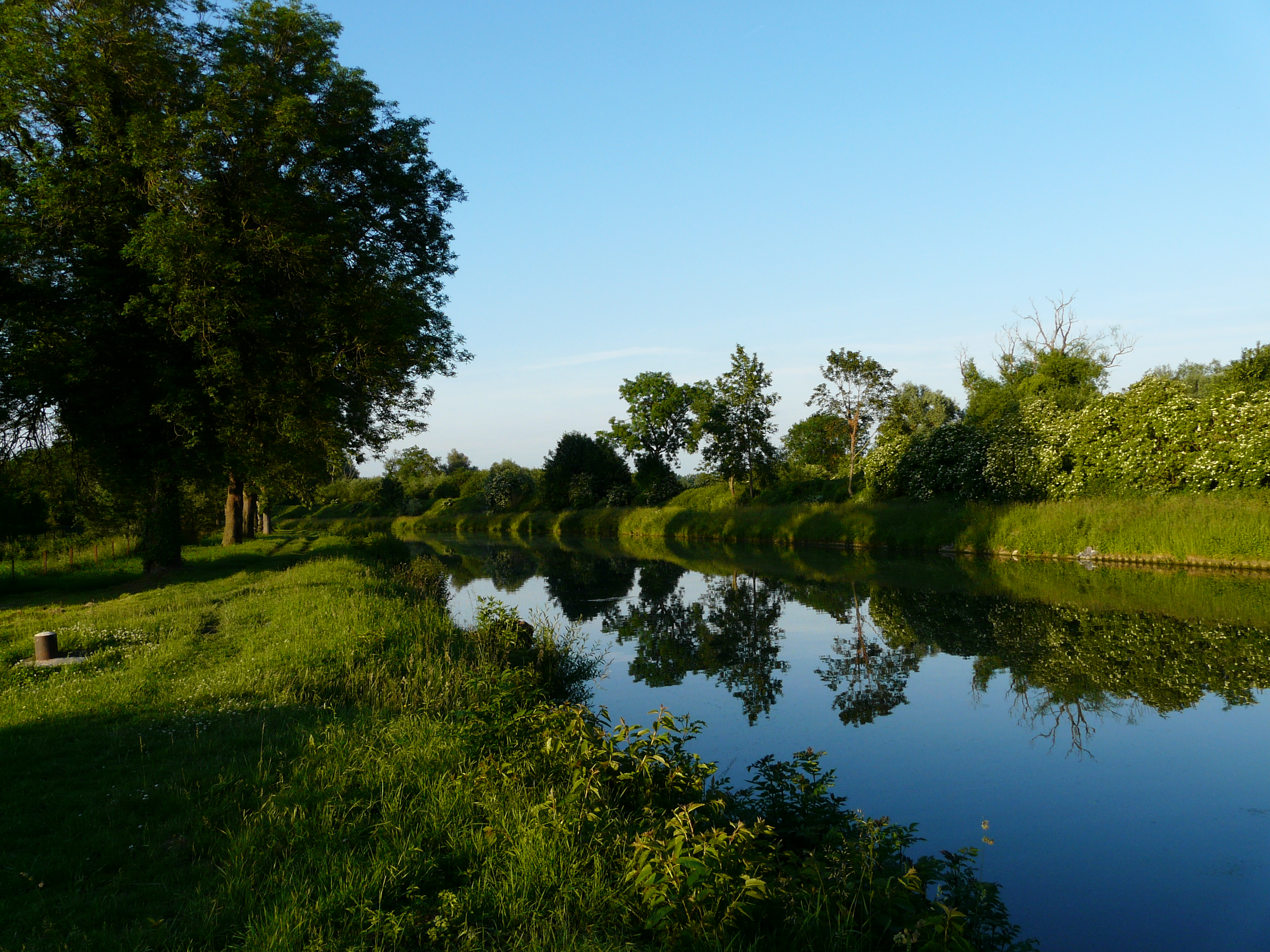
Le canal de l'Escaut à Ramillies.

### Communes limitrophes
| Cuvillers                   |           | Eswars       |
| Blécourt Tilloy-lez-Cambrai | Ramillies |              |
| Cambrai                     |           | Escaudœuvres |

### Hydrographie

#### Réseau hydrographique
La commune est située dans le bassin Artois-Picardie. Elle est drainée par l'Escaut canalisée et le fossé Noir,,.
L'Escaut est un fleuve européen de 355 km de long, qui traverse trois pays (France, Belgique et Pays-Bas), avant de se jeter en mer du Nord. La partie canalisée en France relie Cambrai à , après avoir traversé 34 communes. 

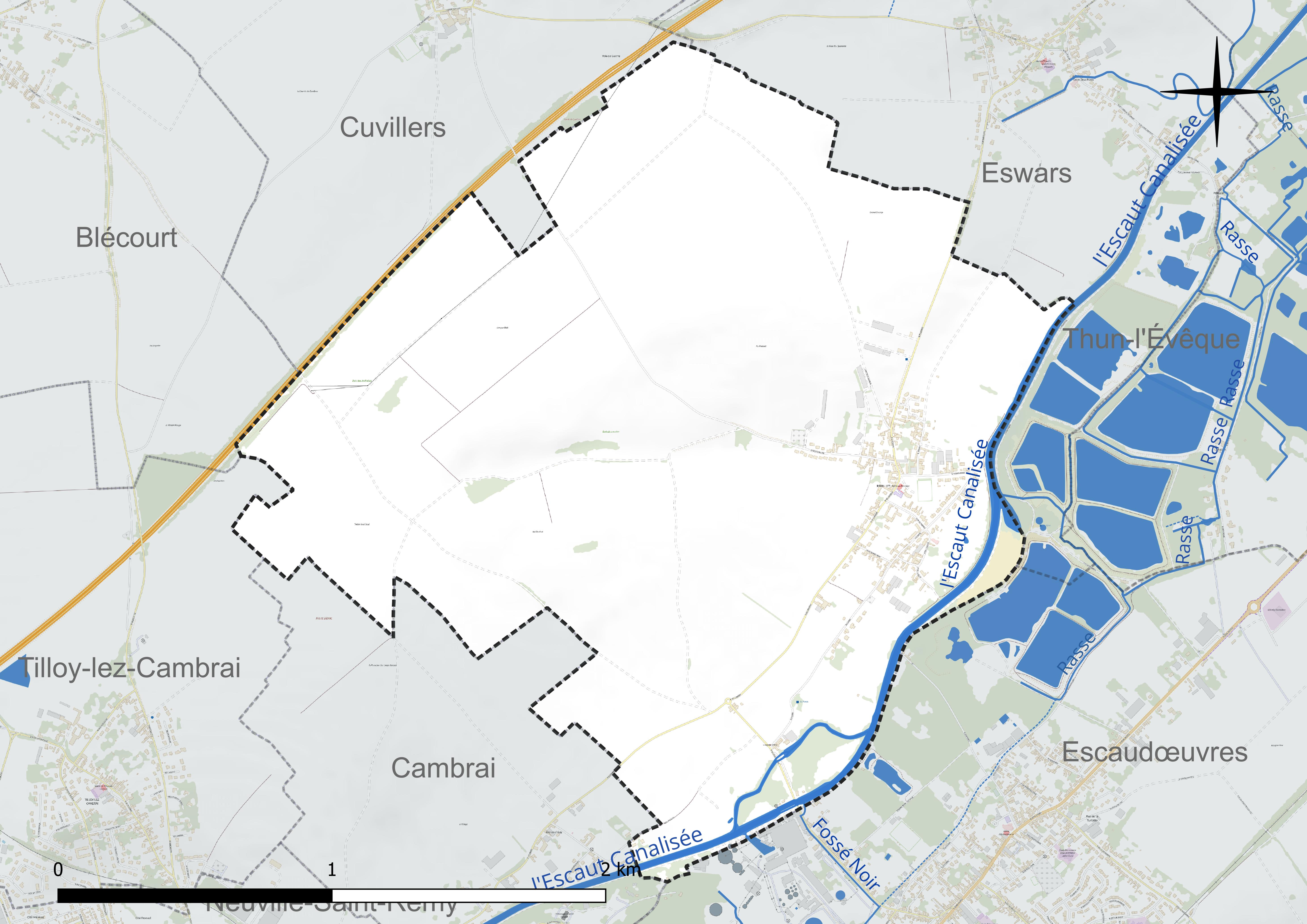
Réseau hydrographique de Ramillies.

#### Gestion et qualité des eaux
Le territoire communal est couvert par le schéma d'aménagement et de gestion des eaux (SAGE) « Escaut ». Ce document de planification concerne un territoire de 2 005 km2 de superficie, délimité par le bassin versant de l'Escaut. Le périmètre a été arrêté le 9 juin 2006 et le SAGE proprement dit a été approuvé le 13 juillet 2021. La structure porteuse de l'élaboration et de la mise en œuvre est le syndicat mixte Escaut et Affluents (SyMEA). 
La qualité des cours d'eau peut être consultée sur un site dédié géré par les agences de l'eau et l'Agence française pour la biodiversité. 

### Climat
Pour des articles plus généraux, voir Climat des Hauts-de-France et Climat du Nord.
En 2010, le climat de la commune est de type climat océanique dégradé des plaines du Centre et du Nord, selon une étude du CNRS s'appuyant sur une série de données couvrant la période 1971-2000. En 2020, Météo-France publie une typologie des climats de la France métropolitaine dans laquelle la commune est exposée à un climat océanique et est dans la région climatique  Nord-est du bassin Parisien, caractérisée par un ensoleillement médiocre, une pluviométrie moyenne régulièrement répartie au cours de l'année et un hiver froid (3 °C). 
Pour la période 1971-2000, la température annuelle moyenne est de 10,6 °C, avec une amplitude thermique annuelle de 15 °C. Le cumul annuel moyen de précipitations est de 675 mm, avec 11,9 jours de précipitations en janvier et 9,1 jours en juillet. Pour la période 1991-2020, la température moyenne annuelle observée sur la station météorologique la plus proche, située sur la commune de Douai à 22 km à vol d'oiseau, est de 11,0 °C et le cumul annuel moyen de précipitations est de 729,2 mm,. Pour l'avenir, les paramètres climatiques de la commune estimés pour 2050 selon différents scénarios d'émission de gaz à effet de serre sont consultables sur un site dédié publié par Météo-France en novembre 2022.

## Urbanisme

### Typologie
Au 1er janvier 2024, Ramillies est catégorisée ceinture urbaine, selon la nouvelle grille communale de densité à sept niveaux définie par l'Insee en 2022.
Elle est située hors unité urbaine. Par ailleurs la commune fait partie de l'aire d'attraction de Cambrai, dont elle est une commune de la couronne,. Cette aire, qui regroupe 64 communes, est catégorisée dans les aires de 50 000 à moins de 200 000 habitants,.

### Occupation des sols
L'occupation des sols de la commune, telle qu'elle ressort de la base de données européenne d'occupation biophysique des sols Corine Land Cover (CLC), est marquée par l'importance des territoires agricoles (93,2 % en 2018), en diminution par rapport à 1990 (94,6 %). La répartition détaillée en 2018 est la suivante : 
terres arables (83,3 %), prairies (6,6 %), zones urbanisées (6,4 %), zones agricoles hétérogènes (3,2 %), zones industrielles ou commerciales et réseaux de communication (0,4 %). L'évolution de l'occupation des sols de la commune et de ses infrastructures peut être observée sur les différentes représentations cartographiques du territoire : la carte de Cassini (XVIIIe siècle), la carte d'état-major (1820-1866) et les cartes ou photos aériennes de l'IGN pour la période actuelle (1950 à aujourd'hui).

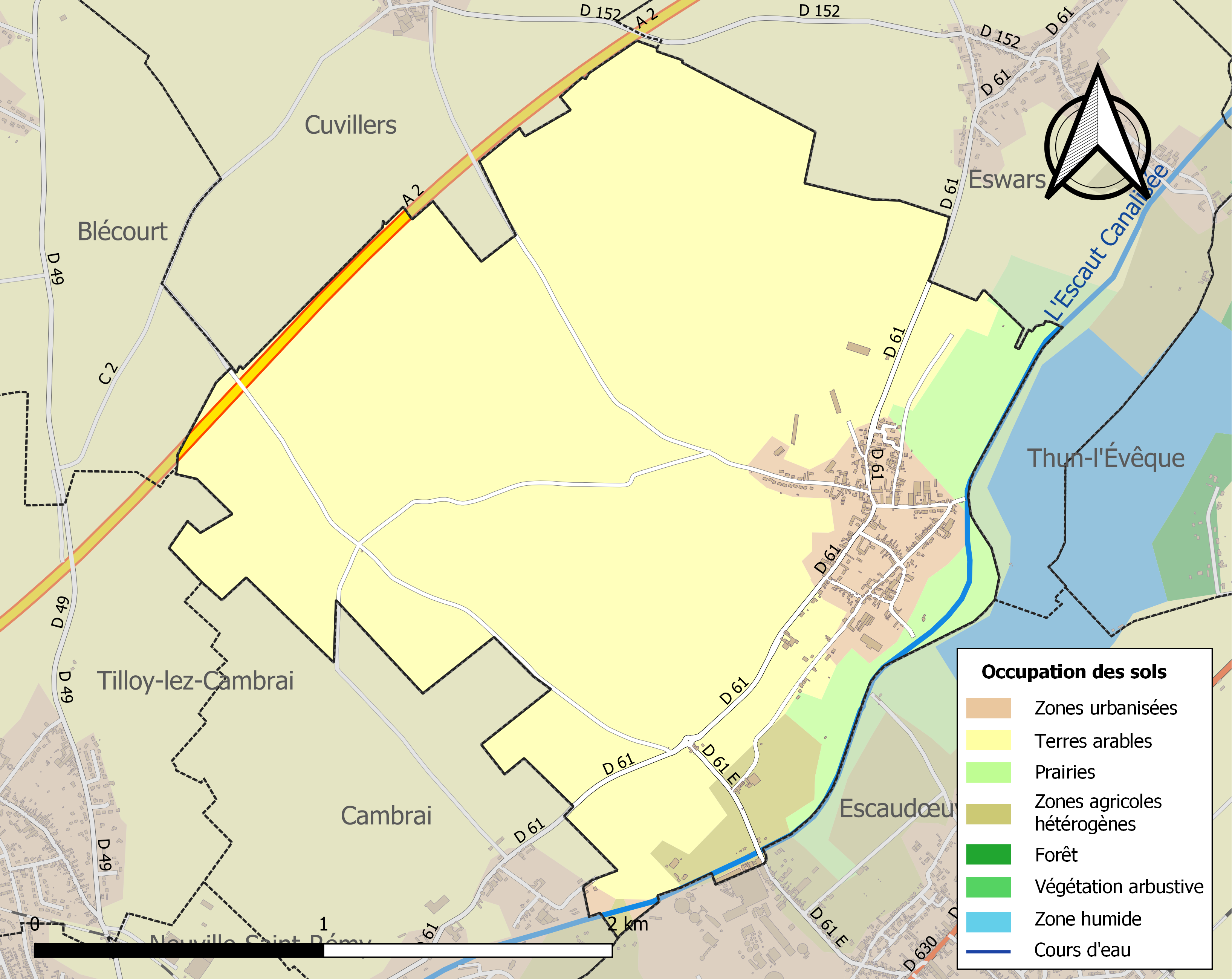
Carte des infrastructures et de l'occupation des sols de la commune en 2018 (CLC).

### Voies de communication et transports
La commune est desservie par le réseau de transports urbains de la Communauté d'agglomération de Cambrai appelé TUC (Transports Urbains du Cambrésis), par la ligne 18,.

## Toponymie
Le village est mentionné au long des XIe au XIVe siècles sous les noms Rameliis, Ramelias ou Ramelies, Rameilli, Ramillies en 1349. Selon Boniface et Mannier l'origine du nom est à chercher dans le bas-latin ramilia (« ramille », « taillis »). Ramillies pourrait donc être l'entrée d'un bois, « l'habitation du bocage » ou de la basse futaie.

## Héraldique
|  | Les armes de Ramillies se blasonnent ainsi : « D'azur au dragon d'or. » |

## Politique et administration
Maire en 1802-1803 : Pierre Jos Vasseur.
Maire en 1807 : Miliot.

Maire en 1881 : Vasseur.
| Période                                  | Période                    | Identité        | Étiquette | Qualité |
| ---------------------------------------- | -------------------------- | --------------- | --------- | ------- |
| Mars 2001                                | mars 2014                  | Émile Etuin     | PS        |         |
| Mars 2014                                | En cours (au 3 avril 2014) | Olivier Delsaux |           |         |
| Les données manquantes sont à compléter. |                            |                 |           |         |

## Population et société

### Démographie

#### Évolution démographique
L'évolution du nombre d'habitants est connue à travers les recensements de la population effectués dans la commune depuis 1793. Pour les communes de moins de 10 000 habitants, une enquête de recensement portant sur toute la population est réalisée tous les cinq ans, les populations de référence des années intermédiaires étant quant à elles estimées par interpolation ou extrapolation. Pour la commune, le premier recensement exhaustif entrant dans le cadre du nouveau dispositif a été réalisé en 2007.

En 2022, la commune comptait 588 habitants, en évolution de −1,51 % par rapport à 2016 (Nord : +0,51 %, France hors Mayotte : +2,11 %).
| 1793 | 1800 | 1806 | 1821 | 1831 | 1836 | 1841 | 1846 | 1851 |
| ---- | ---- | ---- | ---- | ---- | ---- | ---- | ---- | ---- |
| 350  | 375  | 391  | 428  | 438  | 484  | 471  | 493  | 552  |

| 1856 | 1861 | 1866 | 1872 | 1876 | 1881 | 1886 | 1891 | 1896 |
| ---- | ---- | ---- | ---- | ---- | ---- | ---- | ---- | ---- |
| 524  | 526  | 535  | 509  | 518  | 570  | 593  | 584  | 599  |

| 1901 | 1906 | 1911 | 1921 | 1926 | 1931 | 1936 | 1946 | 1954 |
| ---- | ---- | ---- | ---- | ---- | ---- | ---- | ---- | ---- |
| 624  | 622  | 653  | 506  | 600  | 527  | 546  | 548  | 553  |

| 1962 | 1968 | 1975 | 1982 | 1990 | 1999 | 2006 | 2007 | 2012 |
| ---- | ---- | ---- | ---- | ---- | ---- | ---- | ---- | ---- |
| 522  | 559  | 540  | 503  | 515  | 514  | 567  | 573  | 598  |

| 2017 | 2022 | - | - | - | - | - | - | - |
| ---- | ---- | - | - | - | - | - | - | - |
| 600  | 588  | - | - | - | - | - | - | - |

#### Pyramide des âges
La population de la commune est relativement jeune.
En 2018, le taux de personnes d'un âge inférieur à 30 ans s'élève à 36,0 %, soit en dessous de la moyenne départementale (39,5 %). À l'inverse, le taux de personnes d'âge supérieur à 60 ans est de 23,5 % la même année, alors qu'il est de 22,5 % au niveau départemental.
En 2018, la commune comptait 295 hommes pour 308 femmes, soit un taux de 51,08 % de femmes, légèrement inférieur au taux départemental (51,77 %).
Les pyramides des âges de la commune et du département s'établissent comme suit.
| Hommes | Classe d’âge | Femmes |
| ------ | ------------ | ------ |
| 0,3    | 90 ou +      | 0,3    |
| 5,5    | 75-89 ans    | 8,2    |
| 15,4   | 60-74 ans    | 17,1   |
| 22,5   | 45-59 ans    | 21,6   |
| 18,0   | 30-44 ans    | 18,9   |
| 18,3   | 15-29 ans    | 15,0   |
| 19,9   | 0-14 ans     | 18,8   |

| Hommes | Classe d’âge | Femmes |
| ------ | ------------ | ------ |
| 0,5    | 90 ou +      | 1,4    |
| 5,3    | 75-89 ans    | 8,1    |
| 14,8   | 60-74 ans    | 16,2   |
| 19,1   | 45-59 ans    | 18,4   |
| 19,5   | 30-44 ans    | 18,7   |
| 20,7   | 15-29 ans    | 19,1   |
| 20,2   | 0-14 ans     | 18     |

## Lieux et monuments
- Église Saint-Géryː elle ouverte aux grandes fêtes, selon le calendrier paroissial, et dépend de la paroisse Saint-Vaast-Saint-Géry de Cambrai et de l'église-relais Saint-Pierre d'Escaudœuvres[31].
- Le cimetière militaire britannique de Ramillies, rue d'Erre.

## Pour approfondir